# Таблоїдна журналістика
Таблоїдна журналістика (також бульварна журналістика, жовта журналістика) — термін, який належить журналістиці і стилістичному розвитку; охоплює поняття і «зміст» і «стиль», а не товарний формат (розмір) таблоїда (тому не всі газети розміру таблоїда належать до бульварної журналістики). Назва «бульварна журналістика» нагадує походження таких газет (наприклад, відомої французької газети «Le Petit Parisien», яка виходила на початку 20-го століття найбільшим у світі тиражем — понад 1 млн примірників), які були раніше (в основному на початку двадцятого століття) на вулиці — на бульварах — де розкладалися і не доставлялися передплатникам. Таблоїдна журналістика є протилежністю якісної преси.
Це стиль журналістики, в якому підкреслюється сенсаційна історія злочинності (сенсаційні історії про крайні і часто дуже жорстокі вбивства), колонки пліток про знаменитостей і зірок спорту, новини нездорової їжі і астрології, штучні сенсації. Особливо великий інтерес жовта журналістика проявляє до трьох видів табуйованої інформації: інтерес до інтимних стосунків, надмірний інтерес до особистого життя людей, що опинилися в центрі суспільної уваги, нездоровий інтерес до теми смерті. Це журналістика сенсацій, що тяжіє до опублуківання матеріалів про аномалії, тяжкі злочини, містику, секс. Тематика може стосуватися екстрасенсорного орієнтування через оприлюднення магічних, спіритичних, медіумних опусів, публікування забобон, прогнозів-передбачень різних кінців світу (в тому числі в псевдонауковому контексті), надприродних чудес. До цього також можуть призводити відсутність досвіду, журналістської майстерності, нехтування етичними принципами професії, типологічна належність видання (таблоїд для невибагливих читачів, інколи безкоштовні міські газети) і інше. Для вирішення своїх завдань можуть пристосовуватися такі жанри як інтерв'ю, нарис, репортаж, журналістські розслідування та інші. У таблоїдній журналістиці часто журналістські жанри є розмиті.
Для таблоїдної журналістики властивими є псевдорозслідування, в яких немає балансу й справедливості; персоналізація подій, коли іміджі витісняють реальну суспільну картину життя. Це може бути традиційно розважливий медіаконтент опускаючись в напрямку пліток, новини містять авторську інтерпретацію; фотографії, які віддалено відповідають змістові статті, а то й не відповідають зовсім, або можуть містити емоційне навантаження, коли інформаційне наповнення цього є сумнівним. В медіаіндустрії до таблоїдних прийомів (таблоїдизації) може вдаватися і так звана якісна преса. В таблоїдній журналістиці лише деякий медіаконтент є нейтральним. Більшість з них має дуже сильні політичні погляди, і особливо є дуже популістські. Плануються для «звичайної людини» (евфемізм), яка є жертвою. Часто розраховані на малоосвічених читачів з примітивними смаками й інтересами.
За різними авторами таким журналістським творам характерні наступні ознаки: крикливі заголовки, величезна кількість шокуючих світлин, великоформатні, часто вульгарні, ілюстрації, ексклюзивність, сенсаційне подання «гарячих новин», апеляція до інстинктів, а не до розуму, агресія, звернення і гра на тваринних інстинктах людини, таких як страх, секс, бажання покопирсатися у брудній білизні інших людей, інформація для розваг, світські хроніки, кримінальні злочини, вузький формат і, відповідно, вузький світогляд, перекручення інформації шляхом її довільної інтерпретації, використання домислу, неповного відтворення фактів, передачі фактів поза їхнього контексту, тенденція до спрощення, примітивізації: видання часто уникають напівтонів у передачі подій та оцінки вчинків людей, привчаючи читача до однолінійного обмеженого погляду на світ. В стратегії ведення розповіді — надається велика увага емоціоналізації, спрощенню та моралізаторству. Стилістиці таблоїдної журналістики, для передачі журналістського суб'єктивного ставлення до об'єктів матеріалів, характерні використання штампів, стереотипних фраз, великої кількості розмовних виразів, які мають сильну конотацію, «панібратство». Польський незалежний журналіст Даріуш Шчепаньчик вважає, що «якщо тема не є сенсаційною, шокуючою, контраверсійною, або принаймні не вдасться її подати в такій формі, то не варто займатися цією темою».
В таблоїдній журналістиці заголовки ключових матеріалів таблоїдних постерів (шпальта), шпальти газет завжди короткі (якщо це друковане видання, то заголовки першої сторінки, так і всі заголовки видання), які завжди використовуються з метою залучення уваги, в першому етапі назви часто містять слова «секс», «шок», «скандал», «жах» або «смерть». Вирвані з контексту, такі назви зазвичай дуже важко або неможливо зрозуміти. Наприклад: «Гомо-переворот», «Завдяки ненависті», «Секс-атака», «Секс-гніздо», «Шпигунський човен», «Кінець світу». При цьому, у назвах можуть мати місце певні проблеми етичного характеру через спекулювання сенсаційністю: «Під час арешту Юлії Тимошенко померла жінка» (насправді, в тексті йдеться, що жінка померла від старості в якомусь містечку, і до арешту відношення не мала), «Світ втратив одного з найкращих акторів» (і фото Леонардо Ді Капріо. У публікації йдеться про те, що через щільний графік актор мало часу приділяє сім'ї, тому на рік часу припинив знімання), «Ось така посада очікує Медвєдєва. Ніхто не очікував ТАКЕ!» (при переході на матеріал заголовок змінюється на «Медвєдєв стане Головою Конституційного Суду?») і тд. Актуальністю в такому випадку є лише сенсаційність та емоційність.
Таблоїдизація поширюється не лиш на жовту чи бульварну пресу, але й на інших представників медіаіндустрії — телепроєкти, що мають таблоїдне забарвлення.
В юриспруденції та журналістикознавстві немає чіткого визначення поняття «непристойний матеріал», тобто немає чітких критеріїв, відповідно до яких можна заборонити публікацію журналістського твору.
Серйозну конкуренцію українській бульварній пресі створювали російські газети й журнали на кшталт «Speed-Info», які в основному розповсюджувалися через кіоски «Преса», а також у приміських електропоїздах і на вокзалах. В Росії влада використовує жовту пресу як інструмент.
Таблоїдизацію медіа (зокрема, української преси — як в синхронії, так і в діахронії (ретроспективі) вивчають, досліджують C. Блавацький, Євген Цимбаленко, І. Михайлин) С. Квіт, Б. Потятиник А. Бірессі, Г. Нунн та інші. Згідно із висновками, спостереженнями провідних українських (Блавацький С.) і зарубіжних медіадослідників (К. Спакс, Дж. Таллоч, П. Голдінг, Ш. Маклачлан, Р. Грінслейд, Ф. Ессер, Е. Вартанова, Дж. Лефковітц), таблоїдизація є не просто трансформаційною тенденцією медіа, а соціокультурним мегатрендом, феноменом, який актуалізувався наприкінці XX — на початку XXI століття, а корені якого сягають ще кінця XIX століття та традицій британської «нової журналістики» й американського «жовтого журналізму».
Загальноприйнятою тезою у світовій і вітчизняній комунікативістиці й журналістикознавстві є аналогія таблоїдна журналістика = жовта преса = бульварні медіа.